# Richard Masere
Richard Masere est un homme politique papou-néo-guinéen.

## Biographie
Il obtient un diplôme de gestion des ressources humaines de l'université du Verbe divin (en) à Madang en 2003. Il travaille pour la branche océanienne de la maison de commerce japonaise Toyota Tsusho avant d'entrer en politique, et aux élections législatives de 2017 il est élu député d'Ijivitari (en) au Parlement national, avec l'étiquette du Parti de l'alliance nationale.
Après son élection, il devient membre du parti Congrès national populaire, au pouvoir. Il change ensuite d'affiliation en cours de législature et rejoint le Parti de notre développement. En mai 2021, le Premier ministre James Marape le nomme ministre adjoint au bureau du Premier ministre, chargé de la gestion des investissements étrangers,. Le mois suivant, il devient ministre adjoint à l'Agriculture, auprès du ministre John Simon. Cette même année, il quitte le Parti de notre développement et devient membre du Parti des Verts de Papouasie-Nouvelle-Guinée, devenant ainsi le premier député de ce parti,. Aux élections de 2022, c'est avec cette étiquette et dans la circonscription de Popondetta qu'il est réélu député.
Le 18 janvier 2024, à l'occasion d'un remaniement ministériel, il entre au gouvernement de coalition de James Marape comme ministre des Postes constitutionnels essentiels. Ce ministère, créé pour l'occasion, lui confère la responsabilité pour le recensement, la commission électorale, la commission indépendante contre la corruption et la commission de l'ombudsman, notamment,,. Il rejoint alors le parti Pangu Pati, quittant les Verts.